# Chefdirigent
Chefdirigenten er en fastansat kunstnerisk leder for et symfoniorkester, andet orkester eller kor og dirigerer sit orkester ved et fast antal koncerter (omkring en tredjedel af koncerterne i løbet af en sæson). Et orkester kan ved siden af chefdirigenten også have en eller flere førstegæstedirigenter, som regelmæssigt leder det. Chefdirigenten har dog væsentligt mere indflydelse på orkestrets musiske stil og tiltag, hvilket gør, at et skift af chefdirigent kan få store konsekvenser og skabe en del røre (som fx valget af DR SymfoniOrkestrets nye dirigent pr. 2012 Rafael Frühbeck de Burgos).
- Wikimedia Commons har flere filer relateret til Chefdirigent